# Wolyzja (Schytomyr)
Wolyzja (ukrainisch Волиця; russisch Волица Woliza, polnisch Wołycia) ist ein Dorf in der ukrainischen Oblast Schytomyr mit etwa 600 Einwohnern.

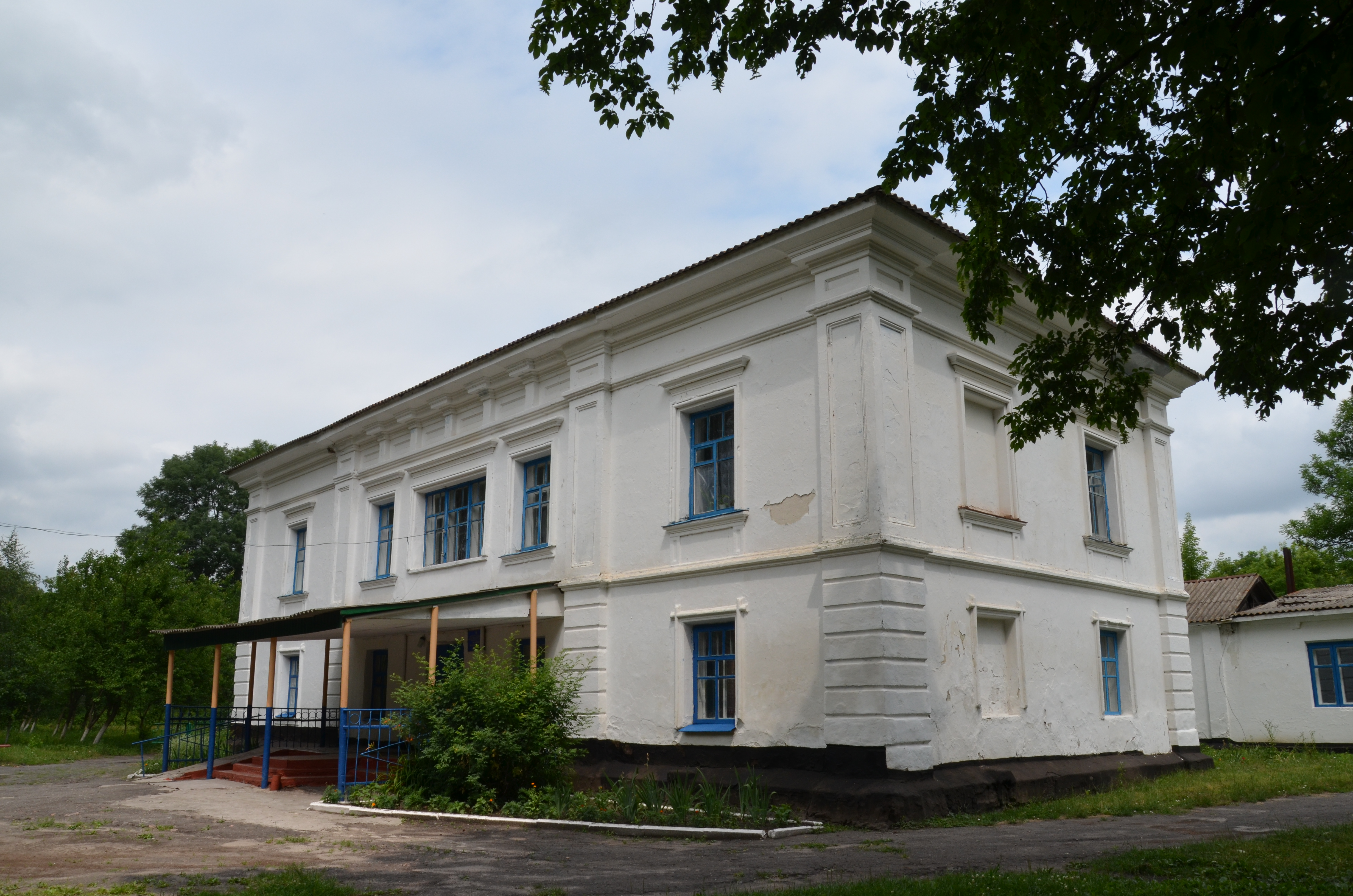
Ehemaliges Herrenhaus im Ort

Das erstmals 1605 schriftlich erwähnte Dorf liegt am Fluss Iwjanka (Ів'янка), 35 km südöstlich vom Rajon- und Oblastzentrum Schytomyr entfernt.
Es lag ab 1795 im russischen Gouvernement Wolhynien, war ab 1923 ein Teil der Ukrainischen SSR, seit 1991 dann Teil der heutigen Ukraine.

## Verwaltungsgliederung
Am 12. Juni 2020 wurde das Dorf zum Zentrum der neugegründeten Landgemeinde Wolyzja (ukrainisch Волицька сільська громада/Wolyzka silska silska hromada), zu dieser zählen auch noch die 6 in der untenstehenden Tabelle aufgelistetenen Dörfer sowie die Ansiedlung Nowoiwnyzke, bis dahin bildete es die gleichnamige Landratsgemeinde Wolyzja (Волицька сільська рада/Wolyzka silska rada) im Norden des Rajons Andruschiwka.
Am 17. Juli 2020 kam es im Zuge einer großen Rajonsreform zum Anschluss des Rajonsgebietes an den Rajon Schytomyr.
Folgende Orte sind neben dem Hauptort Wolyzja Teil der Gemeinde:
| Name                     | Name           | Name                               |
| ukrainisch transkribiert | ukrainisch     | russisch                           |
| ------------------------ | -------------- | ---------------------------------- |
| Borok                    | Борок          | Борок                              |
| Iwnyzja                  | Івниця         | Ивница (Iwniza)                    |
| Kortschmyschtsche        | Корчмище       | Корчмище (Kortschmischtsche)       |
| Nowoiwnyzke              | Новоівницьке   | Новоивницкое (Nowoiwnizkoje)       |
| Stara Kotelnja           | Стара Котельня | Старая Котельня (Staraja Kotelnja) |
| Starosillja              | Старосілля     | Староселье (Staroselje)            |
| Stepok                   | Степок         | Степок                             |